# Croft-on-Tees
Croft-on-Tees es un pueblo y una parroquia civil en el distrito de Richmondshire de Yorkshire del Norte, Inglaterra. También se le conoce como Croft Spa, y de donde la antigua estación de ferrocarril Croft Spa tomó su nombre. Se encuentra a 11 millas al norte-noroeste de Northallerton. En el censo de 2011 tenía una población de 466.